# Hermann Busenbaum

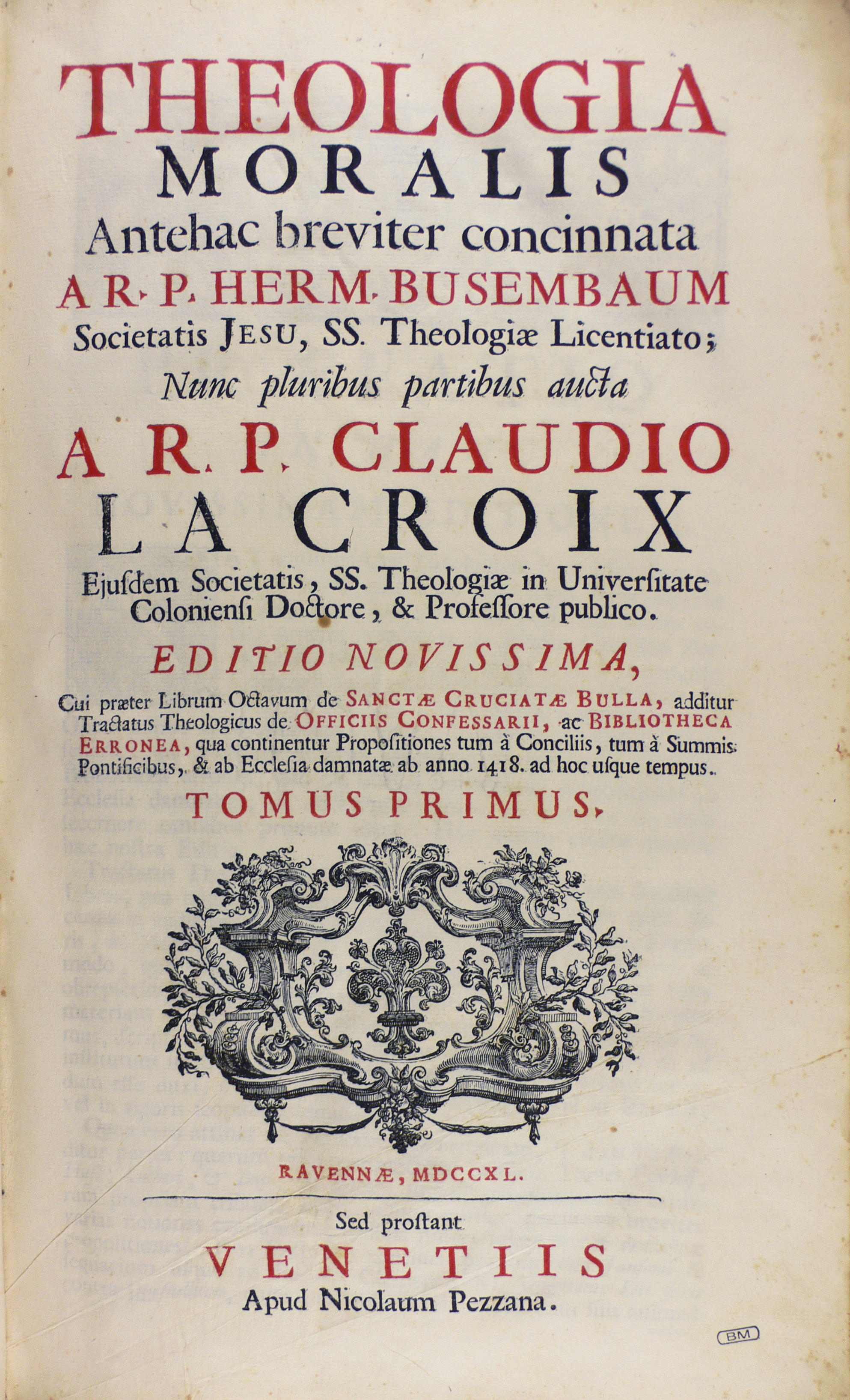
Theologia moralis, 1740 (Milán, Fondazione Mansutti).

Hermann Busenbaum o Busembaum (Nottuln, Westfalia, 1600-Münster, 31 de enero de 1668), fue un teólogo jesuita alemán, de tendencia casuista. Fue rector del colegio jesuita de Hildesheim y del de Münster, ciudad de cuyo obispo, Bernardo de Galen, fue confesor.

## Obras
Del contenido de sus clases en la Universidad de Colonia compuso el libro Medulla theologiae moralis, facili ac perspicua methodo resolvens casus conscientiae (1645), un manual de teología moral que alcanzó una gran difusión (doscientas ediciones en los años siguientes, hasta 1776), usándose como manual en los seminarios católicos hasta el siglo XIX. Fue comentado elogiosamente por el Doctor de la Iglesia Alfonso María de Ligorio. Las ediciones francesa y alemana de comienzos del siglo XVIII (1710, 1714 y 1729) fueron ampliadas por Pierre Lacroix, especialmente en el asunto del regicidio, por lo que el Parlamento de París estudió su relación con el atentado de Robert-François Damiens contra Luis XV (1757). El libro fue públicamente quemado en Toulouse, a pesar de que las partes más polémicas habían sido repudiadas por los colegios jesuitas. Este episodio estuvo entre las causas que suscitaron las críticas antijesuíticas del duque de Choiseul y la expulsión de los jesuitas de varios países europeos.
Otra obra de Busenbaum se dedicó al ascetismo (Lilium inter spinas).